# Sonet 68 (William Szekspir)

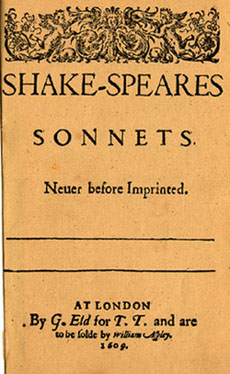
Strona tytułowa pierwszego wydania sonetów Shakespeare’a

Sonet 68 (Tak lico jego jest wzorcem dni dawnych) – jeden z cyklu sonetów autorstwa Williama Shakespeare’a. Po raz pierwszy został opublikowany w 1609 roku.

## Treść
W sonecie tym podmiot liryczny, który przez niektórych badaczy jest utożsamiany z autorem, pokazuje, że tajemniczy młodzieniec jest wybrańcem natury, w którym zostało ukryte wszelakie piękno.